# Антон Путило
Анто̀н Константѝнович Путѝло (на руски: Анто́н Константи́нович Пути́ло; на беларуски: Анто́н Канстанці́навіч Пуці́ла) е беларуски футболист, роден на 10 юни 1987 г.

## Кариера
Започва кариерата си в Динамо Минск, като през 2004 г. става шампион на Беларус. През януари 2008 е взет под наем за една година от Хамбургер ШФ, като немският отбор има опция за закупуването му. През февруари 2008 Путило дебютира за националния отбор на Беларус. В състава на Хамбургер изиграва едва 3 мача, след което се връща в Динамо.
През август 2010 преминава във Фрайбург и в дебютния си сезон изиграва 25 срещи. През сезон 2011/12 изиграва 12 мача. През лятото на 2012 отказва да преподпише и в резултат на това губи титулярното си място. През февруари 2013 преминава във Волга Нижни Новгород с договор до края на сезона като по-късно удължава договора си. Първият си гол за Волга вкарва с мач срещу Терек Грозни. След като Волга изпада от елита, Путило напуска отбора.
На 1 септември 2014 г. преминава в Торпедо Москва със свободен трансфер.